# Eschershausen
Eschershausen é uma cidade da Alemanha localizada no distrito de Holzminden, estado da Baixa Saxônia.
É membro e sede do Samtgemeinde de Eschershausen.